# Drapeau du Lac-Saint-Jean
Pour le drapeau officiel actuel du Saguenay–Lac-Saint-Jean, voir Drapeau du Saguenay–Lac-Saint-Jean.
Le drapeau du Lac-Saint-Jean est un drapeau civil historique représentant la sous-région québécoise du Lac-Saint-Jean dans la région administrative du Saguenay–Lac-Saint-Jean au Canada.

## Description du drapeau
Il n'existe pas de description normalisée ou officielle du drapeau du Lac-Saint-Jean, pas plus qu'il ne semble exister de format standard. Cela dit, la plupart des exemplaires distribués avaient des proportions se rapprochant de 1:2, contrairement à celles du drapeau du Saguenay–Lac-Saint-Jean et de celui du Québec qui sont de 2:3. 
Comme au Canada la plupart des drapeaux sont décrits d'une manière semblable aux armoiries, l'étendard jeannois pourrait être blasonné comme suit : « coupé d'or et d'azur, aux trois bleuets d'azur, les tiges feuillées de sinople posés en canton, à la fasce ondée d'argent, divisée de gueules. »
Il est à noter aussi que ce drapeau ne respecte pas la règle de contrariété des couleurs voulant que le jaune et le blanc ne se touchent pas.

## Symbolisme
Le symbolisme du drapeau du Lac-Saint-Jean reprend d'abord l'emblème principal de la région qu'il représente : le bleuet à feuilles étroites (Vaccinium angustifolium), une espèce d'airelle semblable à la myrtille commune très répandue sur le territoire et qui a même donné son nom à ses habitants. Ensuite, comme sur le drapeau du Saguenay, le jaune représente l'agriculture, filon majeur de l'économie locale. Le bleu, quant à lui, représente le second emblème régional, c'est-à-dire le lac Saint-Jean, sur les berges duquel est sise la majorité des villes et villages de la région. La bande centrale ondulée, pour sa part, représente l'industrie (blanc), le Grand feu de 1870 (rouge) et les vagues du lac (ondulations).

## Historique
La courte histoire du drapeau du Lac-Saint-Jean commence le 9 décembre 1963, avant même la création des régions administratives du Québec. Ce jour-là, Marcel Harvey, président du Cercle Jean-DeQuen et résident de Roberval, soumet l'idée d'un drapeau distinctif pour cette région aux membres du Conseil du comté de Lac-Saint-Jean-Ouest. Le dessin proposé, réalisé par l'artiste robervalois Jean-Marie Fortin, diffère de celui du drapeau actuel. À ce moment, la grappe de bleuets est au centre du drapeau et la bande ondulée ne compte qu'une seule bordure blanche à la base. Durant cette séance du Conseil de comté, étant d'avis qu'il est trop tôt pour se prononcer définitivement, ce dernier remet l'étude du projet de drapeau entre les mains d'un comité formé de quelques maires. Puisque le comité ne fera jamais rapport au Conseil à ce sujet, le projet reste en suspens pendant quelques années.
Toujours sous l'initiative de Marcel Harvey et avec l'appui constant de Georges Villeneuve, alors maire de Mistassini, le Cercle Jean-DeQuen — un organisme éphémère de promotion de la région — prend la responsabilité du projet de drapeau jusqu'à sa dissolution en 1965. C'est sous la gouverne de cet organisme que le drapeau subit des transformations pour le rendre plus conforme aux règles vexillologiques : la bande ondulée sera augmentée d'une bordure supérieure blanche et les trois bleuets seront placés en canton d'honneur. C'est le 14 mai 1964 que ce dessin définitif — toujours de Jean-Marie Fortin — est adopté par le Cercle lors d'une réunion. Dès lors, le drapeau est hissé devant l'hôtel de ville de Mistassini et on l'utilise à l'occasion du centenaire de Saint-Prime, de la Traversée internationale du lac Saint-Jean, puis du Festival du Bleuet de Mistassini duquel il deviendra de facto l'étendard. Ce n'est cependant qu'en mai 1971 que le drapeau sera adopté comme emblème officiel par le Comté de Lac-Saint-Jean-Ouest lors d'une réunion du Conseil. Le drapeau du Lac-Saint-Jean jouira alors d'une certaine popularité et d'une distribution à l'échelle régionale dans les magasins de la chaîne Continental. 
Une dizaine d'années plus tard toutefois, le drapeau a presque disparu du paysage. En effet, la fermeture de son principal distributeur combinée à la dissolution des comtés du Québec et leur remplacement par les municipalités régionales de comté en 1982 restreignit la diffusion de ce symbole régional. Il tombe alors en désuétude au profit du drapeau du Saguenay–Lac-Saint-Jean malgré les efforts promotionnels de Georges Villeneuve trop modestes.
Plus récemment, le drapeau connaît des soubresauts de popularité au gré des reportages journalistiques en faisant mention notamment en 2007, puis en 2013, année marquant les 175 ans du Saguenay–Lac-Saint-Jean. Enfin, le 10 janvier 2014, il fit un retour remarqué devant l'hôtel de ville de Dolbeau-Mistassini, Richard Hébert le maire de la municipalité ayant pris la décision de l'y faire flotter dans le cadre d'une nouvelle stratégie de promotion touristique de la localité adoptée sous le conseil précédent.

## Utilisation

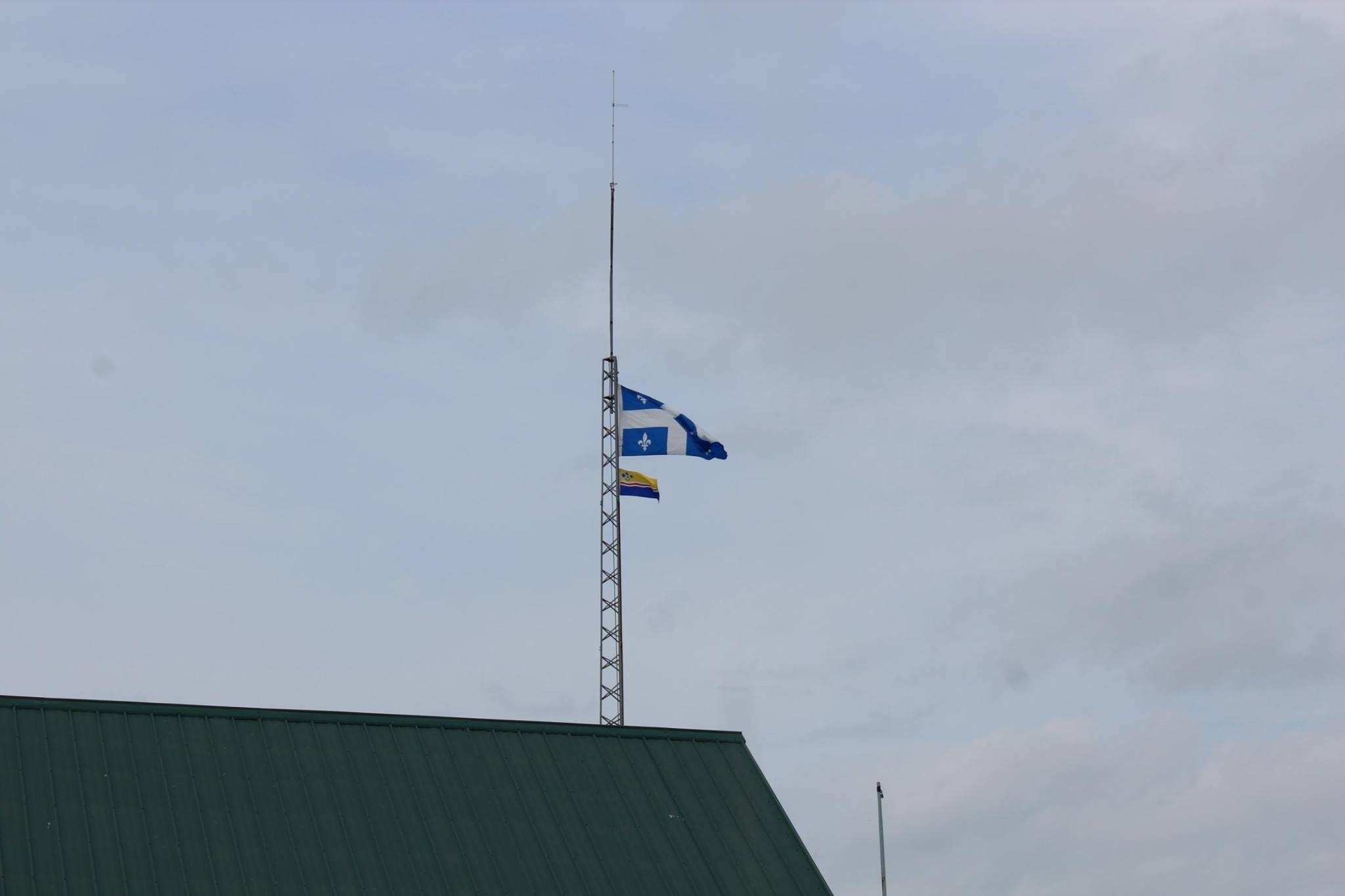
Drapeau du Lac-Saint-Jean déployé avec celui du Québec sur une résidence de Péribonka en août 2013.

Le drapeau du Lac-Saint-Jean a été utilisé pour la première fois à l'occasion des fêtes du centenaire de la fondation de Saint-Prime en 1964. Il a ensuite été arboré par la municipalité de Mistassini sous le mandat du maire de l'époque, Georges Villeneuve, qui en a été le principal défenseur et promoteur sa vie durant. Même s'il a été distribué commercialement de la fin des années 1960 jusqu'au début des années 1980, pendant cette période, on l'a surtout déployé au cours des événements à vocation touristiques.
Aujourd'hui, l'étendard aux bleuets est pratiquement absent du paysage au profit du drapeau du Saguenay–Lac-Saint-Jean, officiellement adopté et promu par la Conférence régionale des élus. Cependant, il est encore distribué de façon privée par la descendance de Jean-Marie Fortin et on peut le voir au mat d'une poignée de résidences à travers les MRC du Domaine-du-Roy et de Maria-Chapdelaine de même qu'aux bureaux des députés représentant les circonscriptions de Roberval à l'Assemblée nationale du Québec et de Roberval—Lac-Saint-Jean à la Chambre des communes du Canada.

## Drapeau du Lac-Saint-Jean de 2020

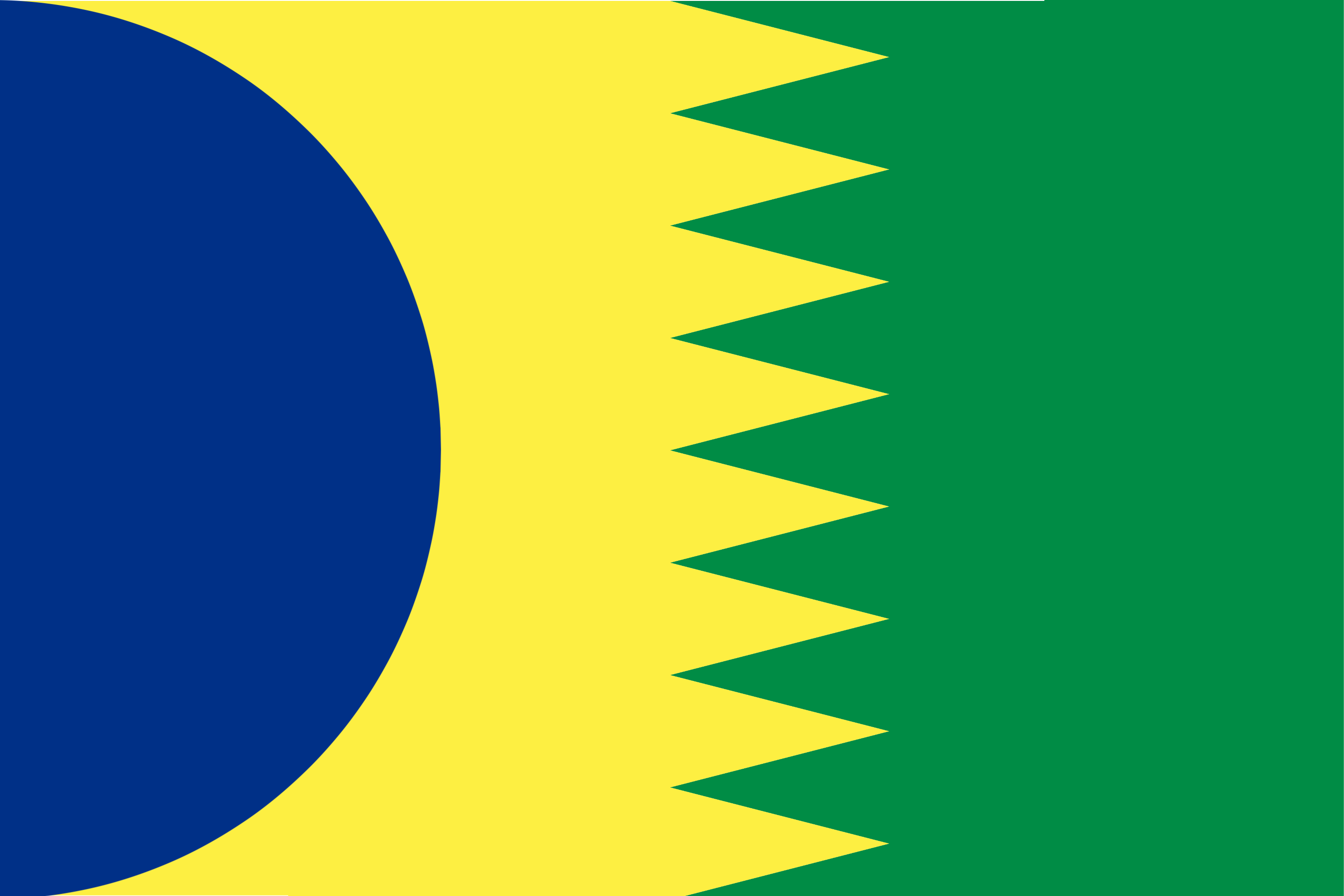
Drapeau-2020-LSJ

(mars 2025).

### Historique
Le premier drapeau du Lac-Saint-Jean, adopté en 1971, comportait plusieurs erreurs vexillologiques, notamment le non-respect de la règle de contrariété des couleurs, un principe fondamental en héraldique et en vexillologie qui impose d’éviter la superposition de couleurs de même nature (métaux sur métaux, émaux sur émaux).
Afin de corriger ces erreurs, un groupe de travail composé de citoyens et d'élus fut nommé au printemps 2019 pour proposer un nouveau drapeau respectant mieux ces principes. Une nouvelle proposition fut réalisée, mais le projet fut interrompu et semble avoir été mis de côté durant la pandémie de COVID-19.

### Description héraldique
« Tranché dentelé en pal, d'or et de sinople, le premier chargé à senestre d'un demi-cercle d'azur mouvant du bord, la ligne de tranché atteignant le centre du drapeau pour les pointes de sinople et les deux tiers pour celles d'or. »

### Symbolisme
Le drapeau du Lac-Saint-Jean (au proportion 2:3) est une représentation stylisée des éléments identitaires et géographiques de la région. Le demi-cercle d’azur, placé à senestre, évoque le lac Saint-Jean, un élément central du territoire, autour duquel s’organise la vie économique et sociale. Le champ d’or symbolise la richesse des terres agricoles et le caractère accueillant de la population jeannoise, tandis que le champ de sinople incarne les vastes forêts qui recouvrent la région et son patrimoine naturel préservé.
La division dentelée représente la relation dynamique entre ces éléments et souligne l’importance de l’industrie forestière et agricole dans l’histoire et l’économie locale. La disposition asymétrique de la ligne de tranché rappelle l’étendue du lac et son influence marquante sur le territoire.